# Грибаново (Дзержинський район)
Грибаново (рос. Грибаново) — присілок в Дзержинському районі Калузької області Російської Федерації.
Населення становить 24 особи. Входить до складу муніципального утворення Присілок Редькино.

## Історія
Від 2004 року входить до складу муніципального утворення Присілок Редькино.

## Населення
| 2002 | 2010 |
| ---- | ---- |
| 19   | ↗24  |